# À prendre ou à laisser
 (octobre 2024).

À prendre ou à laisser est le nom de plusieurs jeux télévisés étroitement liés, dont le premier (qui a lancé le format) était le néerlandais Miljoenenjacht (Chasse/Poursuite pour des millions).
La pièce maîtresse de ce format est le tour final (également appelé « jeu de cas » ou « jeu principal ») qui se joue avec jusqu'à 26 cas (ou, dans certaines versions, des boîtes), chacun contenant des sommes d'argent attribuées aléatoirement. Une fois le joueur du jeu de caisses déterminé, ce dernier réclame une caisse ou une boîte au début de la partie, sans que son contenu ne soit révélé. Le concurrent choisit ensuite les autres caisses ou boîtes, une à la fois, à ouvrir immédiatement et à retirer du jeu. Tout au long du jeu, le joueur se voit offrir une somme d'argent ou des prix pour revendre sa valise et terminer le jeu, la question du titre étant posée : « Deal or No Deal ? » Si le concurrent rejette chaque offre et élimine toutes les autres valises, le joueur garde l'argent qui se trouvait dans sa valise. Bien que presque tous les participants gagnent de l'argent, le résultat gagnant dépend de la question de savoir si le joueur aurait dû accepter l'une des offres ou conserver le boîtier ou la boîte d'origine jusqu'à la toute fin.

## Versions internationales

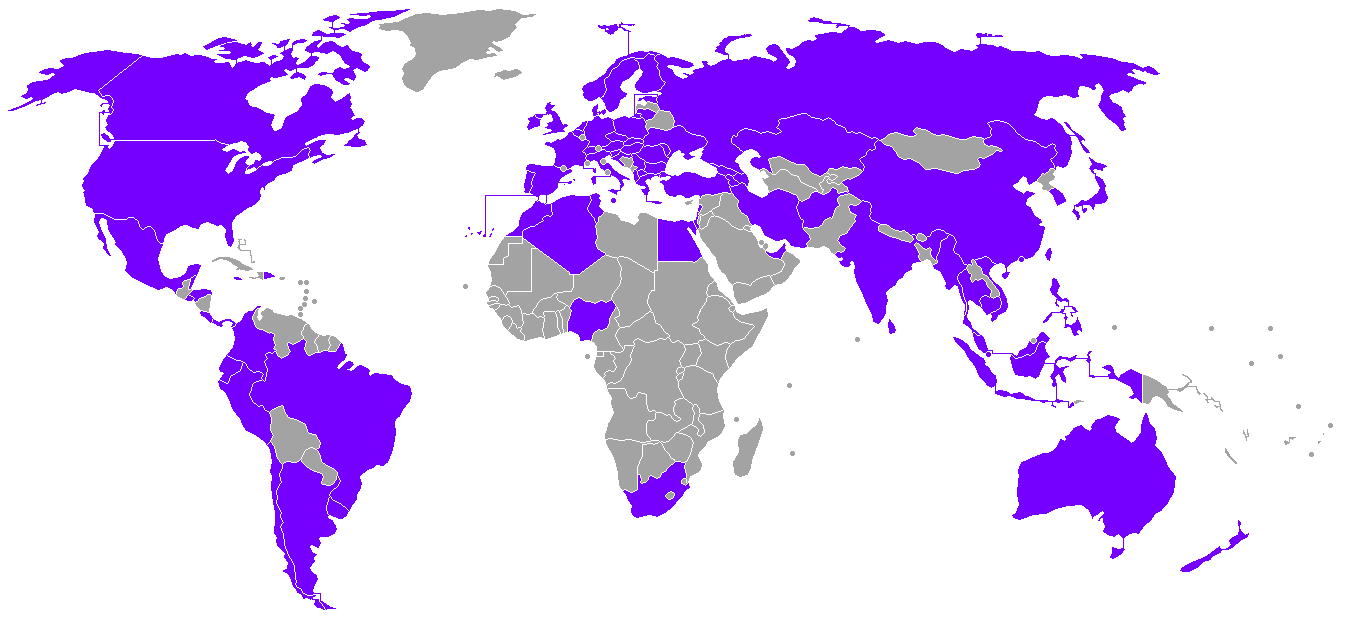
Pays avec leur propre version (avril 2020).

| Country                                                     | Name(s)                                          | Date                       | Amount won                                     | Previous offer                           | Other amount                                                                    | Notes |
| ----------------------------------------------------------- | ------------------------------------------------ | -------------------------- | ---------------------------------------------- | ---------------------------------------- | ------------------------------------------------------------------------------- | --- |
| Afghanistan گنجین'Ganjina                                   | Mohammad Easa Sediqi                             | Prior to October 25, 2010  | Af. 1,000,000 ($23,240)                        | Box Swap (declined)                      | Af. 2,500 ($58.10)                                                              | , First top prize winner in Afghan history |
| Afghanistan گنجین'Ganjina                                   | (unknown)                                        | Prior to November 28, 2012 | Af. 1,000,000 ($19,569)                        | Af. 342,000 ($6,693)                     | Af. 10,000 ($196)                                                               | The banker first offered Af. 311,000, then Af. 342,000, then a chance to swap the boxes. All were declined. Rebroadcast June 5, 2013.                                                                       |
| Afghanistan گنجین'Ganjina                                   | (unknown)                                        | Prior to June 6, 2013      | Af. 1,000,000 ($18,484)                        | Af. 355,500 ($6,571)                     | Af. 30,000 ($555)                                                               | The banker first offered Af. 263,300, then Af. 355,500. Both were declined. Rebroadcast June 6, 2013. |
| Algeria ادي ولا خلي/Eddi Ouela Kheli                        | Mohamed Meziane                                  | July 7, 2015               | 10,000,000 DA ($100,450)                       | 3,200,000 DA ($32,144)                   | 200 DA ($2.01)                                                                  | |
| Algeria ادي ولا خلي/Eddi Ouela Kheli                        | Khemisti Mohammed bin Sayeh                      | March 15, 2016             | 5,000,000 DA + 1,000,000 DA ($45,117 + $9,023) | 177,000 DA ($1,597)                      | 10,000 DA ($90.23)                                                              | Won 5,000,000 DA from the box along with a 1,000,000 DA bonus. |
| Arab League Deal or No Deal                                 | Abbas Hussein                                    | May 5, 2006                | $250,000                                       | $71,000                                  | $25,000                                                                         | [ 4 ] |
| Argentina Trato Hecho                                       | Martín                                           | October 3, 2021            | AR$2,000,000 ($20,262)                         | AR$1,000,000 ($10,131)                   | AR$400,000 ($4,052)                                                             | [ 5 ] |
| Australia Deal or No Deal                                   | Dean Cartechini                                  | June 17, 2004              | A$200,000 ($137,384)                           | A$102,500 ($70,409)                      | A$5 ($3.43)                                                                     | First top prize winner. |
| Australia Deal or No Deal                                   | Anh Do (celebrity)                               | September 19, 2007         | A$200,000 ($167,238)                           | A$125,000 ($104,524)                     | A$75,000 ($62,714)                                                              | Second top prize winner. Money went to home viewer. The second celebrity (since David Graham) and the first to actually win the prize.                                                                      |
| Australia Deal or No Deal                                   | Leanne Benbow                                    | June 2, 2010               | A$200,000 ($166,630)                           | A$115,000 ($95,812)                      | A$100,000 ($83,315)                                                             | The first woman (and the third) to win the top prize. Had the "Dream Finish" – the last 2 cases were the highest 2 in the game.                                                                             |
| Australia Deal or No Deal                                   | Chris Doyle                                      | August 23, 2011            | A$200,000 ($208,014)                           | A$130,000 ($135,209)                     | A$100,000 ($104,007)                                                            | Last winner of the top prize before the series ends in 2013. Also had the "Dream Finish" – the last 2 cases were the highest 2 in the game.                                                                 |
| Azerbaijan Davam Ya Tamam                                   | Sevda                                            | March 26, 2017             | 30,000 AZN ($17,595)                           | 15,000 AZN ($8,798)                      | 1 AZN ($0.59)                                                                   | |
| Azerbaijan Davam Ya Tamam                                   | Rashad                                           | July 9, 2017               | 30,000 AZN ($17,627)                           | 11,030 AZN ($6,481) (Case swap accepted) | 1,500 AZN ($881)                                                                | |
| Belize Tek It Or Leave It                                   | Valerie Stevens                                  | March 3, 2009              | BZ$15,000 ($7,615)                             | (Unknown)                                | (Unknown)                                                                       | [ 6 ] |
| Brazil Topa ou Não Topa                                     | Paulo                                            | April 2007                 | R$1,000,000 ($490,000)                         | R$444,000 ($218,000)                     | R$100 ($49)                                                                     | |
| Bulgaria Сделка или не Sdelka ili ne                        | Veneta Raykova (Венета Райкова) (celebrity)      | February 2006              | 75,000 BGN ($46,000)                           | (unknown)                                | (unknown)                                                                       | |
| Bulgaria Сделка или не Sdelka ili ne                        | (unknown)                                        | December 8, 2006           | 100,000 BGN ($67,986)                          | (unknown)                                | 5,000 BGN ($3,399)                                                              | |
| Bulgaria Сделка или не Sdelka ili ne                        | Niki Kitaetsa (Ники Китаеца) (celebrity)         | September 18, 2007         | 100,000 BGN ($70,871)                          | 40,000 BGN ($28,348)                     | 1,000 BGN ($709)                                                                | [ 7 ] |
| Bulgaria Сделка или не Sdelka ili ne                        | Sevil Saliev (Севил Салиев)                      | December 22, 2008          | 100,000 BGN ($71,179)                          | (unknown)                                | (unknown)                                                                       | [ 8 ] |
| Bulgaria Сделка или не Sdelka ili ne                        | Mariela Pepeldzhiyska (Мариела Пепелджийска)     | January 23, 2012           | 100,000 BGN ($65,862)                          | Box Swap (accepted)                      | 2,500 BGN ($1,647)                                                              | [ 9 ] |
| Bulgaria Сделка или не Sdelka ili ne                        | Plevenchaninat Iskren (Плевенчанинът Искрен)     | January 24, 2013           | 100,000 BGN ($67,988)                          | 25,000 BGN ($16,997)                     | 0.20 BGN ($0.14)                                                                | [ 10 ] |
| Cambodia ព្រម ឬមិនព្រម Prom Rer Min Prom                       | (Unknown)                                        | February 2009              | 10,000,000 KHR ($2,410)                        | (unknown)                                | (unknown)                                                                       | [ 11 ] |
| Cambodia ព្រម ឬមិនព្រម Prom Rer Min Prom                       | (Unknown)                                        | February 2009              | 10,000,000 KHR ($2,405)                        | (unknown)                                | 750,000 KHR ($181)                                                              | [ 12 ] |
| Chile ¡Allá Tú!                                             | Mauricio Hermosilla                              | May 4, 2007                | CL$10,000,000 ($19,050)                        | CL$6,500,000 ($12,383)                   | CL$5,000,000 ($9,525)                                                           | |
| Chile ¡Allá Tú!                                             | Farándula                                        | August 29, 2007            | CL$10,000,000 ($19,010)                        | Box Swap                                 | CL$50,000 ($95.05)                                                              | |
| Ecuador Trato Hecho                                         | (unknown)                                        | 2006                       | $100,000                                       | (unknown)                                | $2,500                                                                          | [ 13 ] |
| Egypt لعبة الحياة Lebet el Hayat                            | Amal Mohammad                                    | Prior to November 16, 2009 | Modèle:EGP ($45,825)                           | (unknown)                                | Modèle:EGP ($0.09)                                                              | |
| Egypt لعبة الحياة Lebet el Hayat                            | Sameh                                            | Prior to April 15, 2010    | Modèle:EGP ($45,323)                           | (unknown)                                | Modèle:EGP ($0.09)                                                              | |
| Egypt لعبة الحياة Lebet el Hayat                            | Marwa Ali                                        | Prior to September 3, 2010 | Modèle:EGP ($87,660)                           | Box Swap                                 | Modèle:EGP ($43.83)                                                             | [ 14 ] |
| Egypt ديل أور نو ديل: الإختيار Deal or no deal: El Ikhtiyar | Sibai Wahba                                      | September 12, 2012         | Modèle:EGP ($41,037)                           | Box Swap (accepted)                      | Modèle:EGP ($1,641)                                                             | [ 15 ] |
| France À prendre ou à laisser                               | Mylène                                           | March 4, 2004              | €500,000 ($609,850)                            | Box Swap (declined)                      | €100,000 ($121,970)                                                             | , |
| France À prendre ou à laisser                               | Éric                                             | March 29, 2004             | €500,000 ($605,900)                            | €240,000 ($290,832)                      | €10,000 ($12,118)                                                               | The banker also offered box swap and €200,000. |
| France À prendre ou à laisser                               | Françoise                                        | April 6, 2004              | €500,000 ($604,500)                            | €375,000 ($453,375)                      | €250,000 ($302,250)                                                             | [ 19 ] |
| France À prendre ou à laisser                               | Fred                                             | February 28, 2005          | €500,000 ($662,850)                            | (unknown)                                | (unknown)                                                                       | |
| France À prendre ou à laisser                               | Sabrina                                          | November 29, 2005          | €500,000 ($590,030)                            | €350,000 ($413,021)                      | €75,000 ($88,505)                                                               | The banker also offered €200,000 and €300,000; it is rare for a contestant to have more than one offer after a single round                                                                                 |
| France À prendre ou à laisser                               | Marie-Ange Franceschi                            | January 23, 2009           | €500,000 ($650,280)                            | €210,000 ($273,118)                      | €100,000 ($130,056)                                                             | [ 20 ] |
| France À prendre ou à laisser                               | Sébastien                                        | November 25, 2014          | €100,000 ($124,240)                            | €31,000 ($38,514)                        | €10 ($12.42)                                                                    | [ 21 ] |
| Georgia ვა-ბანკი Va-Bank                                    | Rezo and Archil Arveladze (celebrities)          | February 3, 2009           | 50,000 lari ($30,018)                          | 25,000 lari ($15,009)                    | 50 lari ($30.02)                                                                | |
| Greece Deal                                                 | Georgia Kastrada (Γεωργία Καστράντα)             | November 10, 2006          | €200,000 ($256,702)                            | €80,000 ($102,681)                       | €1,000 ($1,284)                                                                 | Received €100,000, another half was received by a text winner |
| Greece Deal                                                 | Giorgos Gkantadakis (Γιώργος Γκανταδάκης)        | April 6, 2017              | €60,000 ($63,858)                              | €47,000 ($50,022)                        | €40,000 ($42,572)                                                               | [ 23 ] |
| Greece Deal                                                 | Argyris (Αργύρης)                                | December 11, 2018          | €60,000 ($62,709)                              | €25,000 ($29,800)                        | €100 ($112)                                                                     | Argyris declined to buy Box 23, which would have doubled his winnings to €120,000. |
| Greece Deal                                                 | Ioannis (Ιωάννης)                                | December 13, 2021          | €60,000 ($67,898)                              | €48,000 ($54,319)                        | €40,000 ($45,266)                                                               | [ 25 ] |
| Hungary Áll az alku                                         | Szőke Sándor                                     | May 23, 2006               | 50,000,000 Ft. ($238,000)                      | 13,000,000 Ft. ($61,900)                 | 6,000,000 Ft. ($28,600)                                                         | [ 26 ] |
| Hungary Áll az alku                                         | Bereczki Máté                                    | October 19, 2006           | 100,000,000 Ft. ($469,770)                     | 9,500,000 Ft. ($44,630)                  | 25,000 Ft. ($117)                                                               | [ 27 ] |
| Hungary Áll az alku                                         | Csorba Árpád                                     | April 26, 2010             | 21,000,000 Ft. ($106,680)                      | 15,000,000 Ft. ($76,200)                 | 13,000,000 Ft. ($66,040)                                                        | [ 28 ] |
| India Deal or No Deal                                       | Ayushmann Khurrana (celebrity)                   | November 15, 2015          | ₹90,00,000 ($136,445)                          | ₹70,00,000 ($106,124)                    | ₹50,00,000 ($75,803)                                                            | His briefcase contained the top prize ₹1,00,00,000 but his winnings were reduced by 10% due to answering the final question wrong.                                                                          |
| Italy Affari Tuoi                                           | Roberto Pepi                                     | February 4, 2004           | €500,000 ($627,805)                            | €250,000 ($305,687)                      | €15,000 ($19,223)                                                               | [ 29 ] |
| Italy Affari Tuoi                                           | Francesca Madeddu                                | December 16, 2004          | €500,000 ($671,175)                            | €300,000 ($402,705)                      | €25,000 ($33,559)                                                               | , |
| Italy Affari Tuoi                                           | Clarissa Meneghini                               | December 19, 2007          | €500,000 ($719,525)                            | €170,000 ($244,639)                      | €30,000 ($43,172)                                                               | [ 32 ] |
| Italy Affari Tuoi                                           | Danilo Anderlini                                 | September 17, 2008         | €500,000 ($714,575)                            | €170,000 ($242,956)                      | €30,000 ($42,875)                                                               | , |
| Italy Affari Tuoi                                           | Francesca Cataldo                                | October 22, 2008           | €500,000 ($666,895)                            | €185,000 ($230,408)                      | €30,000 ($40,014)                                                               | [ 34 ] |
| Italy Affari Tuoi                                           | Roberto Caterina                                 | November 23, 2008          | €500,000 ($629,450)                            | €375,000 ($472,088)                      | €250,000 ($314,725)                                                             | [ 35 ] |
| Italy Affari Tuoi                                           | Mara Ancelotti                                   | January 1, 2009            | €500,000 ($707,045)                            | €375,000 ($530,284)                      | €250,000 ($353,523)                                                             | [ 36 ] |
| Italy Affari Tuoi                                           | Stefania Menegazzo                               | February 23, 2010          | €500,000 ($680,020)                            | €104,000 ($141,444)                      | Maghetto                                                                        | [ 37 ] |
| Italy Affari Tuoi                                           | Gabriele Calvello                                | March 17, 2012             | €1,000,000 ($1,317,440)                        | €313,000 ($412,359)                      | €0.20 ($0.26)                                                                   | The top prize was originally €500,000 as usual, but was doubled during the game when the player opened Pacco Matto (crazy box) and found Raddoppia (double).                                                |
| Italy Affari Tuoi                                           | Mauro Ghiraldini                                 | November 21, 2012          | €500,000 ($640,625)                            | €150,000 ($192,188)                      | €30,000 ($38,438)                                                               | [ 39 ] |
| Italy Affari Tuoi                                           | Patrizia Montalbano                              | January 25, 2013           | €500,000 ($668,467)                            | €350,000 ($467,927)                      | €250,000 ($334,234)                                                             | [ 40 ] |
| Italy Affari Tuoi                                           | Pierangela Zaccaria                              | May 29, 2014               | €500,000 ($682,054)                            | €172,000 ($234,626)                      | €100 ($136)                                                                     | Also won a €1,000 Provaci bonus. |
| Italy Affari Tuoi                                           | Alberto Bindi                                    | May 17, 2016               | €500,000 ($564,512)                            | €375,000 ($423,384)                      | €250,000 ($282,256)                                                             | [ 42 ] |
| Italy Affari Tuoi                                           | Alessandro Corona                                | February 22, 2017          | €500,000 ($528,650)                            | €200,000 ($211,460)                      | €100,000 ($105,730)                                                             | |
| Italy Affari Tuoi                                           | Luca and Sara Sartori                            | May 17, 2024               | €300,000 ($326,037)                            | €150,000 ($163,019)                      | €75,000 ($81,509)                                                               | [ 43 ] |
| Malta Deal or No Deal Malta                                 | Maria (Doris) Abela                              | October 17, 2008           | €25,000 ($33,601)                              | €19,500 ($26,209)                        | €15,000 ($20,160)                                                               | |
| Mexico Vas o No Vas                                         | Elena                                            | June 11, 2005              | Mex$5,000,000 ($460,050) (Saturday)            | (unknown)                                | (unknown)                                                                       | |
| Mexico Vas o No Vas                                         | Luis                                             | December 6, 2005           | Mex$1,000,000 ($95,360) (weekday)              | (unknown)                                | (unknown)                                                                       | |
| Mexico Vas o No Vas                                         | Laura                                            | March 2, 2006              | Mex$1,000,000 ($95,580) (weekday)              | Mex$700,000 ($66,906)                    | Mex$400,000 ($38,232)                                                           | |
| Mexico Vas o No Vas                                         | Paty                                             | June 3, 2006               | Mex$1,000,000 ($88,130) (weekday)              | Mex$550,000 ($48,472)                    | Mex$100,000 ($8,813)                                                            | |
| Mexico ¿Te la juegas?                                       | María                                            | June 13, 2020              | Mex$1,000,000 ($44,940)                        | Mex$725,000 ($32,582)                    | Mex$500,000 ($22,470)                                                           | |
| Mexico ¿Te la juegas?                                       | Javo                                             | July 4, 2020               | Mex$1,000,000 ($44,670)                        | Mex$303,000 ($13,535)                    | Mex$50,000, Mex$250,000 and 1 other Mex$1,000,000 ($2,234, $11,168 and $44,670) | |
| Malaysia (en) Deal or No Deal Malaysia                      | Timothy Shim                                     | March 2, 2008              | RM100,000 ($31,307)                            | RM 50,800 ($15,904)                      | RM 250 ($78.27)                                                                 | |
| Myanmar Deal or No Deal                                     | Min Thu Rein (မင်းသူရိန်)                             | March 16, 2015             | Ks.20,00,000 ($1,930)                          | Ks.7,90,000 ($762)                       | Ks.2,00,000 ($193)                                                              | Rebroadcast March 31, 2015. |
| Netherlands Miljoenenjacht Deal or No Deal                  | Arno Woesthoff                                   | September 2, 2001          | fl.10,000,000 (€4,537,802) ($4,142,220)        | Format not yet introduced                | Format not yet introduced                                                       | Woesthoff was the biggest winner in worldwide game show history at the time of the show's airing; he would hold the record for almost 13 years until it was broken by Brad Rutter in 2014.                  |
| Netherlands Miljoenenjacht Deal or No Deal                  | Eelco Schumacher                                 | April 2, 2009              | €250,000 ($331,468)                            | €170,000 ($225,398)                      | €125,000 ($165,734)                                                             | |
| Peru Trato Hecho/Vas o No Vas                               | Licet                                            | October 14, 2016           | S/.20,000 ($5,877)                             | Box Swap (accepted)                      | S/.7,500 ($2,204)                                                               | [ 44 ] |
| Philippines Kapamilya, Deal or No Deal                      | Terry Lim Cua                                    | December 29, 2006          | P2,000,000 ($40,740)                           | P1,400,000 ($28,518)                     | P1,000,000 ($20,370)                                                            | Cua was the only contestant to win P2,000,000 or more on the Filipino version. |
| Philippines Kapamilya, Deal or No Deal                      | Aiko Melendez and Candy Pangilinan (celebrities) | November 25, 2008          | P1,000,000 ($20,220)                           | P345,001 ($6,976)                        | P10 ($0.20)                                                                     | Christmas Edition (5 P1,000,000 cases) |
| Philippines Kapamilya, Deal or No Deal                      | Jhaphet Flordeliza                               | December 1, 2008           | P1,000,000 ($20,400)                           | P150,000 ($3,060)                        | P50 ($1.02)                                                                     | Christmas Edition (5 P1,000,000 cases) |
| Philippines Kapamilya, Deal or No Deal                      | Arnel Pineda (celebrity)                         | December 11, 2008          | P1,000,000 ($20,570)                           | P249,999 ($5,142)                        | P200 ($4.11)                                                                    | Christmas Edition (5 P1,000,000 cases) |
| Philippines Kapamilya, Deal or No Deal                      | Bearwin Meily (celebrity)                        | March 23, 2015             | P1,000,000 ($22,312)                           | P614,000 ($13,700)                       | P100,000 ($2,231)                                                               | |
| Philippines Kapamilya, Deal or No Deal                      | Ara Mina (celebrity)                             | April 17, 2015             | P1,000,000 ($22,626)                           | P355,000 ($8,032)                        | P100 ($2.26)                                                                    | |
| Philippines Kapamilya, Deal or No Deal                      | Joyce E. Bernal and Bela Padilla (celebrities)   | August 14, 2015            | P1,000,000 ($21,656)                           | P699,000 ($15,138)                       | P400,000 ($8,662)                                                               | |
| Philippines Kapamilya, Deal or No Deal                      | Kaye Abad and Nikki Valdez (celebrities)         | September 7, 2015          | P1,000,000 ($21,281)                           | P510,000 ($10,853)                       | P50,000 ($1,064)                                                                | |
| Philippines Kapamilya, Deal or No Deal                      | Janine Tugonon (celebrity)                       | January 8, 2016            | P1,000,000 ($21,164)                           | P650,000 ($13,757)                       | P300,000 ($6,349)                                                               | |
| Romania Batem palma?                                        | David Neacșu                                     | May 1, 2024                | 100,000 lei ($21,464)                          | 50,500 lei ($10,839)                     | 700 lei ($150)                                                                  | [ 45 ] |
| Serbia Uzmi ili ostavi                                      | Vidoje                                           | October 19, 2007           | RSD 1,500,000 ($24,475)                        | RSD 615,000 ($10,035)                    | RSD 500,000 ($8,158)                                                            | |
| South Africa Deal or No Deal                                | Siyabongo Ngqola                                 | March 17, 2023             | R250,000 ($13,616)                             | R135,000 ($7,352)                        | R500 ($27.23)                                                                   | [ 46 ] |
| South Korea Yes or No                                       | Lee Chang-geun (이창근)                          | June 23, 2007              | ₩100,000,000 ($107,750)                        | ₩45,000,000 ($48,488)                    | ₩30,000,000 ($32,325)                                                           | [ 47 ] |
| Spain ¡Allá tú!                                             | Gilbert                                          | June 19, 2007              | €600,000 ($804,018)                            | €240,000 ($321,607)                      | €1,500 ($2,010)                                                                 | Received €300,000; another half was received by an SMS winner. |
| Spain ¡Allá tú!                                             | María del Carmen Bonilla                         | July 25, 2011              | €300,000 ($431,622)                            | €29,999 ($43,161)                        | €20 ($28.77)                                                                    | [ 48 ] |
| Switzerland Deal or No Deal – Das Risiko                    | Peter Meier                                      | June 9, 2010               | CHF 250,000 ($216,143)                         | CHF 125,000 ($108,071)                   | CHF 10,000 ($8,646)                                                             | [ 49 ] |
| Tunisia دليلك ملك                                           | Mohamed Mabrouk                                  | March 22, 2006             | TND 300,000 ($221,706)                         | (unknown)                                | (unknown)                                                                       | , Each winner shared the prize with an SMS participant. |
| Tunisia دليلك ملك                                           | Mohamed Bashir Menchari                          | November 13, 2006          | TND 500,000 ($379,765)                         | (unknown)                                | (unknown)                                                                       | , Each winner shared the prize with an SMS participant. |
| Tunisia دليلك ملك                                           | Marbrouk                                         | September 13, 2007         | TND1,000,000 ($792,390)                        | (unknown)                                | TND 500,000 ($396,195)                                                          | , Each winner shared the prize with an SMS participant. |
| Tunisia دليلك ملك                                           | Aichoucha                                        | June 13, 2017              | TND 2,000,000 ($813,960)                       | TND 1,100,000 ($447,678)                 | Joke prize                                                                      | The banker also offered 200,000 dinars ($81,396), which was refused. The winner also shared the prize with an SMS participant.                                                                              |
| Turkey Var mısın? Yok musun?                                | Ülkühan Yılmaz                                   | October 24, 2009           | TL 500,000 ($339,790)                          | TL 128,000 ($86,986)                     | TL 20,000 ($13,591)                                                             | |
| United Kingdom Deal or No Deal                              | Laura Pearce                                     | January 7, 2007            | £250,000 ($482,625)                            | £45,000 ($86,873)                        | £3,000 ($5,792)                                                                 | Pearce was the first top prize winner on the UK version. |
| United Kingdom Deal or No Deal                              | Alice Munday                                     | March 12, 2009             | £250,000 ($344,678)                            | Banker's Gamble (box swap declined)      | 1p ($0.014)                                                                     | Munday initially dealt at £17,500 but was offered the Banker's Gamble when the 1p and £250,000 were remaining. She accepted the gamble, which forfeited the offer and brought the game back into live play. |
| United Kingdom Deal or No Deal                              | Suzanne Mulholland                               | May 13, 2011               | £250,000 ($407,055)                            | £165,000 ($268,656) (box swap accepted)  | £100,000 ($162,822)                                                             | Mulholland also won an additional prize of a 2-week holiday in Florida as part of "Banker's Birthday" special.                                                                                              |
| United Kingdom Deal or No Deal                              | Tegen Roberts                                    | September 22, 2011         | £250,000 ($387,735)                            | £77,000 ($119,422)                       | £20,000 ($31,019)                                                               | Tegen had the strongest board ever after round 3 to the end of the show; a staggering 560 250,60 £ was still in play after 10 boxes had been opened.                                                        |
| United Kingdom Deal or No Deal                              | Nong Nig Ham Nam                                 | August 5, 2012             | £250,000 ($390,932)                            | £68,000 ($106,334)                       | £5 ($7.82)                                                                      | |
| United Kingdom Deal or No Deal                              | Patrick "Paddy" Roberts                          | August 12, 2013            | £250,000 ($386,700)                            | £140,000 ($216,622)                      | £75,000 ($116,010)                                                              | Paddy was the first male top prize winner on the UK version. |
| United Kingdom Deal or No Deal                              | Roop Singh                                       | February 12, 2014          | £250,000 ($414,528)                            | £46,000 ($76,273)                        | £500 ($829)                                                                     | Singh declined to buy Box 23, which would have doubled his winnings to £500,000. |
| United Kingdom Deal or No Deal                              | Ann Crawford                                     | October 15, 2015           | £250,000 ($387,438)                            | £64,000 ($99,184)                        | 50p ($0.77)                                                                     | Crawford declined to buy Box 23, which would have reduced her winnings to £0. |
| United Kingdom Deal or No Deal                              | Vikki Heenan                                     | December 23, 2016          | £250,000 ($306,735)                            | £66,666 ($81,795)                        | £750 ($920)                                                                     | The episode that contains Heenan's win was the final episode of the original run of the UK version. |
| United States Deal or No Deal                               | Jessica Robinson                                 | September 1, 2008          | $1,000,000                                     | $561,000                                 | $200,000                                                                        | Robinson was the first top prize winner on the American version. Million Dollar Mission game (5 $1,000,000 cases)                                                                                           |
| United States Deal or No Deal                               | Tomorrow Rodriguez                               | October 29, 2008           | $1,000,000                                     | $677,000                                 | $300 and 3x $1,000,000                                                          | The final offer of $677,000 (which Rodriguez declined) was given when there were five cases remaining. Million Dollar Mission game (9 $1,000,000 cases)                                                     |
| Uruguay Trato Hecho Edición Parejas                         | Natalia Cucurullo and Gastón Saldombide          | August 17, 2022            | U$1,000,000 ($24,929)                          | U$420,000 ($10,470)                      | U$30,000 ($748)                                                                 | [ 57 ] |
| Vietnam Đi tìm ẩn số                                        | (unknown)                                        | Before October 2005        | 50,000,000Đ ($3,159)                           | 25,998,000Đ ($1,643)                     | 1Đ ($0,0000632)                                                                 | First Asian winner. The other case contained the lowest value worldwide. |
| Vietnam Đi tìm ẩn số                                        | Thanh Xuân                                       | February 14, 2010          | 100,000,000Đ ($4,808)                          | ?                                        | ?                                                                               | She appeared on a 2012 special episode as the friend of contestant Hồng Hạnh. Her winner was mentioned in this episode.                                                                                     |
| Vietnam Đi tìm ẩn số                                        | Lê Bình (celebrity)                              | October 9, 2011            | 100,000,000Đ ($4,808)                          | 75,411,000Đ ($3,626)                     | 50,000,000Đ ($2,404)                                                            | First known celebrity winner. His last 2 cases were the highest 2 in the game. |
| Vietnam Đi tìm ẩn số                                        | Nguyễn Thụy Minh Trang                           | July 15, 2012              | 100,000,000Đ ($4,801)                          | 40,010,000Đ ($1,921)                     | 25,000Đ ($1.20)                                                                 | First known female winner. |
| Vietnam Đi tìm ẩn số                                        | (unknown)                                        | 2014                       | 100,000,000Đ ($4,671)                          | ?                                        | ?                                                                               | |
| Vietnam Đi tìm ẩn số                                        | (unknown)                                        | August 2015                | 100,000,000Đ ($4,660)                          | ?                                        | ?                                                                               | |
| Vietnam Đi tìm ẩn số                                        | Nguyễn Thị Đào                                   | February 28, 2016          | 100,000,000Đ ($4,459)                          | 26,100,000Đ ($1,164)                     | 20,000,000Đ ($892)                                                              | [ 61 ] |
| Vietnam Đi tìm ẩn số                                        | Giáng Tiên (celebrity)                           | September 3, 2017          | 100,000,000Đ ($4,400)                          | 18,340,000Đ ($807)                       | 75,000Đ ($3.30)                                                                 | Last top prize winner before the series concluded in 2017. Second celebrity winner. |

## Fondements et antécédents
Le jeu télévisé a attiré l’attention des mathématiciens, des statisticiens et des économistes en tant qu’expérience naturelle de prise de décision. En 2008, une équipe d'économistes a analysé les décisions des personnes apparaissant dans des épisodes néerlandais, allemands et américains et a découvert, entre autres, que les candidats étaient moins réticents au risque, voire moins enclins à le rechercher, lorsqu'ils voyaient leurs gains escomptés diminuer. Ils sont même allés jusqu'à dire que l'émission « ressemble presque plus à une expérience économique qu'à une émission de télévision ». Ils ont constaté que les candidats se comportent de manière similaire dans différentes versions de l'émission, malgré de grandes différences dans les montants en jeu ; les montants semblent être évalués en termes relatifs, par exemple proportionnellement à la moyenne initiale, et non en termes de valeur monétaire absolue. La recherche a reçu une grande attention médiatique, apparaissant sur la première page du Wall Street Journal et étant présentée sur la National Public Radio. Ce travail a été développé par de Roos et Sarafidis, qui ont analysé la version australienne de l'émission et ont déterminé que le comportement de prise de risque d'un certain nombre de candidats serait incohérent dans chaque jeu (c'est-à-dire que leur aversion au risque changerait), en fonction de l'état du jeu et de l'aversion relative au risque de leur confident dans l'émission.
Les candidats australiens à Deal or No Deal sont sélectionnés « sur la base de leur « enthousiasme », mais il n'y a pas de sélection des candidats sur la base de leurs préférences en matière de risque ».

## Méthodologie utilisée par «La Banque»
Plusieurs théories concernent la méthodologie utilisée par « La Banque » pour déterminer l’offre bancaire appropriée. Il s'agit d'un secret détenu par les différents éditeurs du monde entier, cependant plusieurs personnes ont approximé l'algorithme avec différents niveaux de précision[réf. nécessaire]. Dans la plupart des variantes du format, la Banque ne connaît pas le contenu de la mallette et, par conséquent, le problème de Monty Hall ne s'applique pas aux calculs de probabilité, mais cela varie d'un pays à l'autre[réf. nécessaire].
Des études statistiques sur la version américaine de l'émission ont été réalisées par Daniel Shifflet en 2011 et ont montré une régression linéaire des offres bancaires par rapport à la valeur attendue. En résumé, Shifflet a constaté que dans la version syndiquée de 30 minutes de l'émission, la banque offrait un pourcentage de la valeur attendue (VE) des cas restants, et ce pourcentage augmentait linéairement d'environ 37 % de la VE à la première offre à environ 84 % de la VE à la septième offre. Cette version du programme permettait également aux joueurs de jouer « hypothétiquement » le reste du jeu à partir du moment où ils avaient accepté l'offre de la banque, et Shiffler a noté que les offres bancaires hypothétiques étaient significativement plus élevées que les offres bancaires réelles à des points équivalents du jeu.

## Jeux vidéo
- Innovative Concepts in Entertainment a développé une adaptation de l'émission en mode arcade, où au lieu de gagner de l'argent, les joueurs pouvaient gagner des tickets[69].
- La version britannique de Deal or No Deal a été convertie en jeu mobile par Gameloft et présentait les mêmes règles et le même format que l'émission télévisée. Le jeu a été si bien accueilli que des versions ont également été développées pour d'autres pays[70]. Son succès international lui a permis de figurer sur la liste des meilleures ventes[71].
- Divers sites de jeux et de hasard en ligne ont adapté le concept Deal or No Deal pour leurs jeux[72].

## Jeux de hasard en ligne
En février 2016, Playtech a annoncé le renouvellement de son accord de licence avec Endemol UK, qui verra la disponibilité des produits en ligne sous licence DOND se poursuivre pendant trois années supplémentaires. En vertu de ce contrat, Playtech se voit accorder les droits exclusifs de livraison de ces jeux thématiques sur le marché britannique.